# Римська Іспанія

Римська Іспанія

Іспа́нія (дав.-гр. Ἱσπανία, трансліт. Hispanía; лат. Hispānia [hɪsˈpaːnia]) — у античні часи римська назва Піренейського півострова. Також — назва римської провінції та католицької діоцезії.

## Історія
Поразка карфагенян під час Другої Пунічної війни у 210 р. до н. е. відкрила шлях до встановлення римського панування на півострові, проте кельтібери у центральній його частині та на півночі чинили опір ще майже два століття, а повстання у піренейські частині Іспанії відбувалися у весь час римського панування.
Однак Іспанія стала важливою частиною Римської імперії. На Піренейському півострові народилися чотири римських імператора (найвідоміші з них: Траян, Адріан), письменник і філософ Сенека. Найсильнішим вплив римлян був у південній частині півострова (сучасних Андалусії і південній Португалії і на північному сході (в районі сучасної Каталонії), хоча баски, наприклад, так і не були повністю романизовані.
Римляни розділили півострів на дві провінції — Далека Іспанія і Близька Іспанія. За імператора Августа їх переформатували на три провінції: Тарраконску Іспанію, Лузітанію і Бетику. При імператорі Діоклетіані Іспанія увійшла в однойменного Діоцезу, що складається вже з шести провінцій: Бетіка, Лузітанія, Картахена, Галеція, Тарраконськая провінція і Тангітанська Мавританія.
На початку V ст. іспанські провінції були завойовані вандалами і свевами, а пізніше вестготами, що заснували тут свої держави. Таким чином Іспанія виявилася однією з перших областей, відторгнутих варварами від Римської імперії.

## Поділ
- Балеарська Іспанія — провінція.
- Бетична Іспанія — провінція.
- Галлеційська Іспанія — провінція.
- Лузітанська Іспанія — провінція.
- Нова Ближня Іспанія — провінція.
- Нова Дальня Іспанія — провінція.
- Тарраконська Іспанія — провінція.